# Hesthesini
Hesthesini es una  tribu de coleópteros polífagos crisomeloideos de la familia Cerambycidae. Los élitros están reducidos, son mímicos de avispas. Comprende un solo género Hesthesis con las siguientes especies:

## Especies
- Hesthesis acutipennis Pascoe, 1863
- Hesthesis angulata Pascoe, 1863
- Hesthesis assimilis Carter, 1928
- Hesthesis auricoma Newman, 1840
- Hesthesis bizonata Newman, 1840
- Hesthesis cingulata (Kirby, 1818)
- Hesthesis crabroides Carter, 1928
- Hesthesis ferruginea (Boisduval, 1835)
- Hesthesis moerens Pascoe, 1859
- Hesthesis montana Carter, 1928
- Hesthesis murina Pascoe, 1859
- Hesthesis ornata Saunders, 1850
- Hesthesis plorator Pascoe, 1862
- Hesthesis rufodorsalis Carter, 1932
- Hesthesis variegata (Fabricius, 1775)
- Hesthesis vesparia Pascoe, 1863
- Hesthesis vigilans Pascoe, 1863